# 恐懼鬥室3
《奪魂鋸3》（英語：Saw III）是一部2006年上映的美國恐怖片，為2005年上映的《奪魂鋸2》的續集。電影由前作導演達倫·林恩·鮑斯曼執導，而系列創始者溫子仁和雷·沃納爾合作編寫電影劇本。電影為奪魂鋸系列電影的第三部作品，由托賓·貝爾、肖妮·史密斯、安格斯·麥克菲恩、巴哈兒·舒米克、黛娜·米亞等演員主演。這集首次出現了科斯塔斯·曼迪勒和貝西·羅素兩位演員，他們所飾演的角色將於接下來的系列電影中作為核心角色。這部電影致敬了身為製片人之一的葛雷格·霍夫曼，其於2005年12月4日時去世。
這次故事重點一樣是圍繞著「拼圖殺人狂」作為主角，劇情主要講述他的臨終時刻所進行的種種生存考驗，而一名因喪子而陷入復仇怒火的父親成為了拼圖狂魔遊戲的主角。電影上映後獲得了1.64億美元的票房成績，雖然不及前作，但依然遠遠超過僅1200萬美元的預算。

## 劇情
當警探艾瑞克·麥修斯被亞曼達關進浴室後開始想辦法掙脫，撿起一旁的手電筒找到掉在水管旁的鋸子，當試圖鋸斷鐵鏈卻無效後，艾瑞克在左後方注意到先前別人鋸下來的一截斷腳，赫然領悟到鋸子的真正用途。但他最終還是不敢下手鋸掉右腳，隨後靈機一動拿起旁邊的馬桶水箱蓋子，砸碎自己的腳踝才從鐵鏈中掙脫出來。
六個月後，艾瑞克仍然下落不明，他的幾名同僚凱莉、瑞格、與警探馬克·霍夫曼找到另一個已結束的拼圖遊戲現場：一位名叫特洛伊的慣犯全身上下被穿入鐵鏈環，因為沒有來得及掙脫而被限時一分鐘的釘子炸彈炸死；但凱莉同樣注意到房間唯一出口被焊死，認為殺人狂開始打破原先「給受害者一條出路」之犯罪手法。當晚，在家的凱莉突然遭綁架，醒來後發現她的胸腔被緊緊勾在機關上，面前播放的錄像木偶諷刺凱莉多年來過於專注工作、連自己家人都漠不關心。凱莉為了逃生跟從規則，伸手進一杯硫酸中搆出鑰匙，但後來即使解開鎖卻同樣逃不出陷阱，最後直接被機關撕開胸腔而斃命。
如今因腦癌而即將臨終的「拼圖殺人狂」約翰·克拉瑪，命令亞曼達將資深急診科醫生琳恩·鄧倫綁架過來，命令她對病床上的約翰進行緊急治療手術。為了讓琳恩遵從遊戲規則，約翰讓亞曼達在她的脖子上戴上一個能接收約翰心率的爆炸項圈，一旦約翰心跳停止、或是琳恩試圖逃跑至手術室範圍以外的話均會引爆。與此同時，在他們所在的肉類加工廠的另一邊關著一位男子傑夫，他的遊戲與琳恩同時進行。傑夫逃出關著他的木箱後開始跟著指定路線走，從錄音中得知這場遊戲會考驗他面對人生最大仇人時會如何選擇。傑夫的兒子迪蘭三年前死於一場酒駕車禍後，導致他陷入仇恨之中越陷越深，處心積慮想找機會為迪蘭報仇。為此，傑夫的家庭破碎、妻離子散，就連本該由他監護的女兒柯本特都遭到他忽視。
傑夫走近冷凍庫面對第一項考驗，裡面被綁著迪蘭車禍命案的目擊者丹妮卡·史考特，其當初因為膽怯而選擇不出庭作證。她在全裸的情況下被冷水噴灑，傑夫如想救她就必須去搆到冷凍鐵管後面的鑰匙，他最終因猶豫不決而使她被活活凍成冰雕。第二項考驗是在絞肉庫裡，傑夫底下的大型水箱裡鎖著之前審理迪蘭命案的法官荷登，其當初以證據不足之理由而為酒駕司機僅僅判處半年徒刑。水箱開始灌入由死豬絞碎後的液體，一旦灌滿則會把荷登溺死，傑夫如想救他就必須忍痛燒毀迪蘭生前的遺物以取得鑰匙。傑夫忍痛以燒毀兒子遺物的代價救出荷登，而第三項考驗則是面對著撞死迪蘭的司機提摩西·楊，其全身四肢和頭部被鎖在一個身體扭轉機上；傑夫如想救他就必須拿到鑰匙，但拿到鑰匙的瞬間也會讓他被鑰匙繩相連的霰彈槍打中一槍肩膀。面對殺子仇人本讓傑夫失去同理心，但在荷登的說服下，傑夫最終決定拋棄念頭，合作想辦法拯救他。但傑夫取下鑰匙一瞬間也讓一旁的荷登被槍射殺，還未來的及救出提摩西，他就已經在四肢乃至頭部扭轉斷裂的情況下慘死。
琳恩開始為約翰實施手術來挽救他，鋸開並取出約翰的一塊腦颅骨藉以平衡腦部壓力，過程一度觸動到約翰的腦細胞，導致約翰開始回憶起他過去的「愛人」。約翰隨即喊出一句“我愛你”，而亞曼達誤以為他在對琳恩說話便負氣出走。亞曼達隨後開始回憶她逃出自己的遊戲後成功戒毒、跟隨約翰贖罪的種種經歷，當中包括綁架亞當並將其囚禁在浴室裡，但最終因愧疚而於遊戲結束後回到浴室中、用塑料布使亞當窒息而死。回到現在，亞曼達打開自己抽屜的「一封信件」後，突然對其內容感到極度恐慌，回到手術室裡拒絕放琳恩走，甚至聲言自己早就不受約翰的理念所控制，因此對所有她的遊戲受害者實施無法逃脫的私刑，其中造成特洛伊和凱莉之死。亞曼達甚至交代她之前曾與剛逃出浴室的艾瑞克搏鬥，最後將艾瑞克毆打至重伤後留在地道中自生自滅。
亞曼達不顧約翰的勸告而一槍射傷琳恩，使琳恩倒在剛好趕到手術室門口的傑夫身上。憤怒的傑夫開槍打中亞曼達頸部動脈使她流血不止，約翰表示放走琳恩是對亞曼達的考驗，測試她是否能對遊戲受害者產生憐憫；然而她卻沒能通過考驗，而琳恩剛好身為傑夫分居中的妻子。亞曼達斃命後，約翰向傑夫聲稱自己身為「造成他失去孩子的責任人」，讓傑夫選擇出去求救挽救琳恩一命或是繼續復仇。最後，傑夫仍經不起仇恨，不顧後果拿金屬圓鋸劃開約翰的喉嚨，但瀕死的約翰播放他事先準備好的錄音，表示傑夫沒有通過考驗。而手術室的門突然反鎖，錄音揭露傑夫的女兒當時被囚禁在一間氧氣不足的房間，而唯一知道他女兒下落的約翰也即將身亡。隨著約翰心跳停止，琳恩隨即被項圈炸碎頭身亡，留下傑夫一人絕望地困在屍體成堆的手術室中。

## 演員
| 演員                                  | 角色                                         | 備註                                                                                       |
| 托賓·貝爾 Tobin Bell                  | 約翰·克拉瑪／拼圖殺人狂 John Kramer / Jigsaw | 腦癌末期患者，身為連環殺手「拼圖殺人狂」本人，專門瞄準一系列不在乎生命的人們作為潛在目標。 |
| 肖妮·史密斯 Shawnee Smith             | 亞曼達·楊 Amanda Young                       | 前癮君子，經歷過遊戲後成為約翰的門徒以及接班人，但她對自己的受害者沒有憐憫之心。           |
| 安格斯·麥克菲恩 Angus Macfadyen       | 傑夫·鄧倫 Jeff Denlon                        | 因喪子而幾乎被仇恨支配的父親，這次作為遊戲主角來考驗他面對仇人時，是會選擇復仇或是原諒。   |
| 巴哈兒·舒米克 Bahar Soomekh           | 琳恩·鄧倫 Dr. Lynn Denlon                    | 鬱鬱寡歡的急診科醫生，家庭破碎後在外偷情來尋找慰藉。不為人知的是，她是傑夫的妻子。         |
| 黛娜·米亞 Dina Meyer                  | 愛莉森·凱莉 Det. Allison Kerry               | 兇殺組女警探，艾瑞克的同事及搭檔，調查拼圖殺人狂案件很長時間。                             |
| 萊瑞克·班特 Lyriq Bent                | 丹尼爾·瑞格 Lt. Daniel Rigg                  | 警察SWAT隊長，凱莉的同事。                                                                 |
| 唐尼·華伯格 Donnie Wahlberg           | 艾瑞克·麥修斯 Det. Eric Matthews             | 兇殺組警探，當初陷害過亞曼達入獄，因之前的毒氣屋遊戲而困在浴室中。                         |
| 雷·沃納爾 Leigh Whannell              | 亞當·史丹海特 Adam Stanheight                | 最初的浴室遊戲受害者，逃生失敗後被困於浴室中直到死去。                                     |
| J·拉羅斯 J. Larose                    | 特洛伊 Troy                                  | 遊戲受害者，多次進出監獄卻一直屢教不改，作為亞曼達的考驗目標。                             |
| 姆波·可霍 Mpho Koaho                  | 提摩西·楊 Timothy Young                      | 遊戲受害者，身為撞死傑夫兒子的肇事司機。                                                   |
| 巴瑞·佛拉特曼 Barry Flatman           | 荷登法官 Judge Halden                        | 遊戲受害者，身為審理傑夫兒子車禍的法官。                                                   |
| 黛博拉·琳恩·麥凱布 Debra Lynne McCabe | 丹妮卡·史考特 Danica Scott                   | 遊戲受害者，身為傑夫兒子車禍時的目擊證人。                                                 |
| 科斯塔斯·曼迪勒 Costas Mandylor       | 馬克·霍夫曼 Det. Mark Hoffman                | 偵辦拼圖殺人狂案件的資深警探，在特洛伊命案現場首次現身。                                   |
| 貝西·羅素 Betsy Russell               | 吉兒·塔克 Jill Tuck                          | 約翰的前妻，也是他最心愛的人，僅在約翰的回憶中現身。                                       |

## 外部連結
- 互联网电影数据库（IMDb）上《恐懼鬥室3》的资料（英文）
- 爛番茄上《恐懼鬥室3》的資料（英文）
- AllMovie上《恐懼鬥室3》的资料（英文）
- Box Office Mojo上《恐懼鬥室3》的資料（英文）
- Metacritic上《恐懼鬥室3》的資料（英文）